# Zingiber smilesianum
Zingiber smilesianum är en enhjärtbladig växtart som beskrevs av William Grant Craib. Zingiber smilesianum ingår i släktet Zingiber och familjen Zingiberaceae. Inga underarter finns listade i Catalogue of Life.